# Cordón de oración

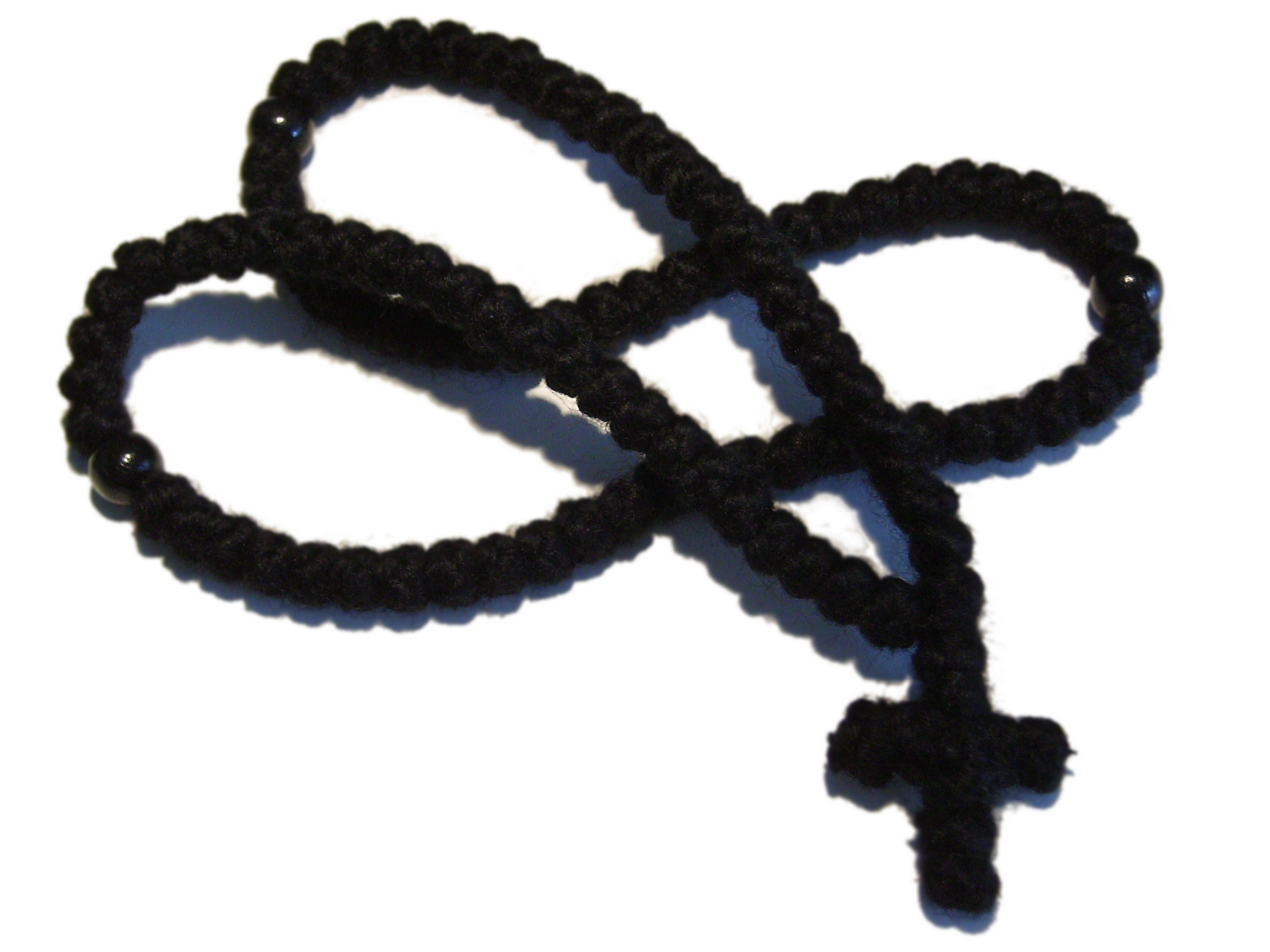
Cordón de oración ortodoxo.

El cordón de oración (en griego: komboskini, ruso: vervitsa o chotki, rumano: mătănii, lenguas eslavas meridionales: Brojanica) es un lazo trenzado de nudos, por lo general realizado con lana y, a veces, con cuentas de madera, que se usa para mejorar el seguimiento del número de rezos en la tradición cristianaespiritual ortodoxa.
Normalmente, se utiliza con la "Oración del Nombre de Jesús": "Señor Jesucristo, Hijo de Dios, ten piedad de mi, pecador".
Históricamente su forma típica tenía 100 nudos, pero los cordones de oración con 300, 50, o 33 nudos o, comúnmente, menos, 250 o 12, adaptándose a los objetivos de cada orante. Es común que al final se encuentre anudada una cruz y consta también de unas cuentas en ciertos intervalos entre los nudos. El propósito del cordón de oración es contribuir a adquirir una mayor concentración en el contenido de los rezos durante la oración y no tanto, aunque también, al conteo de rezos por sí mismo.
Su invención es atribuida a San Pacomio (siglo IV) como ayuda para los monjes analfabetos, para que pudiesen lograr con facilidad un número constante de rezos y de postraciones. Se pretendía que, portando el cordón de oración, los monjes tuvieran siempre presente la prescripción de San Pablo en la primera epístola a los tesalonicenses 5, 17: "Orad constantemente".
En la tradición rusa, algunos servicios religiosos pueden ser sustituidos, según la necesidad, rezando la "Oración del Nombre de Jesús" un especificado número de veces, normalmente de 300 a 1500 veces dependiendo del servicio que haya sido sustituido. De este modo, si en un momento dado no se dispone, por cualquier razón, de los libros de servicios, los rezos sí pueden ser efectuados. El empleo del cordón de oración se hace en estas situaciones muy práctico.
El cordón de oración tiene paralelismos con otros objetos similares en otros grupos y confesiones religiosas; por ejemplo, en el caso de la iglesia latina, el rosario.
Modernamente en Occidente se utiliza entre los componentes de Gothia que se reúnen en las celebraciones de Rito Gótico o mozárabe (cf. iglesia de san Pascual en Madrid / mozarabia).